# Cantonul Mondoubleau
Cantonul Mondoubleau este un canton din arondismentul Vendôme, departamentul Loir-et-Cher, regiunea Centru, Franța.

## Comune
- Arville
- Baillou
- Beauchêne
- Choue
- Cormenon
- Mondoubleau (reședință)
- Oigny
- Le Plessis-Dorin
- Saint-Agil
- Saint-Avit
- Saint-Marc-du-Cor
- Sargé-sur-Braye
- Souday
- Le Temple